# Maestro del popolo dell'Unione Sovietica
Il titolo di  maestro del popolo dell'Unione Sovietica (in russo:   Народный учитель СССР -  Narodni Utxitelv SSSR) è stato un titolo onorifico sovietico che fu concesso a partire dal 30 dicembre 1977. Con la Dissoluzione dell'Unione Sovietica esso fu modificato e prese il nome, in Russia, di maestro nazionale della Federazione Russa.
Il riconoscimento veniva conferito a professori della scuola secondaria sovietica e delle scuole professionali nonché a impiegati di istituzioni educative che avessero conseguito risultati particolarmente brillanti nel campo dell'istruzione e, in particolare, dell'educazione al comunismo dei bambini e dei giovani.
La concessione del titolo avveniva su proposta del Ministero dell'Educazione dell'URSS e del Comitato statale per l'educazione.
Congiuntamente alla medaglia veniva conferito agli interessati un diploma del Soviet Supremo.

## Caratteristiche delle medaglie
Di forma circolare la medaglia ha un diametro di 30 mm. Nella parte centrale del recto appaiono un libro aperto e una torcia circondati dall'iscrizione Народный учитель СССР  (Mastro nazionale dell'URSS) oltre che, nella parte superiore, il simbolo della falce e martello e due ramoscelli d'alloro.
Sul verso della medaglia appare la scritta Народный учитель СССР — гордость советского общества (Maestro nazionale dell'URSS - Orgoglio della società sovietica).
Tutti i caratteri e le immagini rappresentate sono in rilievo.
La medaglia pende da un nastro rettangolare di seta rossa della dimensione di 18 per 21 mm il quale veniva sospeso all'abito tramite un ago.